# Michèle Bernard-Requin
Pour la chanteuse, voir Michèle Bernard.
Michèle Bernard-Requin, née Bernard le 7 mai 1943 à Vittel et morte le 14 décembre 2019 dans le 16e arrondissement de Paris,, est une avocate puis magistrate française.

## Biographie
D'abord avocate à la cour d'appel de Paris sous le bâtonnat de Jean Lemaire entre 1966 et 1981, Michèle Bernard-Requin devient substitut du procureur de la République à Rouen, Nanterre puis Paris. Elle est ensuite premier substitut à Paris en 1995 puis vice-présidente du tribunal de grande instance de Paris en 1999. Conseillère à la cour d'appel de Paris en 2003, elle préside la cour d'assises de Paris en 2006 avant d'être finalement nommée avocate générale près la cour d'appel de Fort-de-France en 2007. Elle prend sa retraite comme magistrate honoraire en 2009.
Elle meurt d'un cancer le 14 décembre 2019 à l'hôpital Sainte-Périne dans le 16e arrondissement de Paris.

## Engagements
Michèle Bernard-Requin est notamment connue pour sa défense du système judiciaire français dans les écoles et dans les médias.
Par ailleurs, elle est vice-présidente de l'Institut national d’aide aux victimes et de médiation de 1993 à 1997 et présidente de l'association Paris Aide aux Victimes entre 1997 et 2000.

## Publications
- Michèle Bernard-Requin, Juges accusés, levez-vous, Paris, Éditions du Seuil, coll. « Biographies-Témoignages », 5 octobre 2006, 216 p. (ISBN 978-2020907477)
- Michèle Bernard-Requin, Chroniques de prétoire : Histoires drôles et moins drôles, Paris, Scrineo, coll. « Les carnets de l'info », 13 janvier 2011, 208 p. (ISBN 978-2362670008)

## Filmographie
En 1994, le documentariste Raymond Depardon la filme dans Délits flagrants, ce qui la fait connaître du grand public. Elle apparaît à nouveau dans son film 10e chambre, instants d'audience, sorti en 2004, où elle préside la 10e chambre du tribunal correctionnel de Paris. Plus tard, Michèle Bernard-Requin joue dans 9 mois ferme d'Albert Dupontel, sorti en 2013, où elle incarne la présidente du tribunal.

## Décorations
- Chevalière de la Légion d'honneur (2000)[4]
- Officière de l'ordre national du Mérite (2005)[5]